# Liste der Stolpersteine in Bad Laasphe
Die Liste der Stolpersteine in Bad Laasphe enthält alle Stolpersteine, die im Rahmen des gleichnamigen Kunst-Projekts von Gunter Demnig in Bad Laasphe verlegt wurden. Mit ihnen soll an Opfer des Nationalsozialismus erinnert werden, die in Bad Laasphe lebten und wirkten.

## Verlegte Stolpersteine
| Adresse                              | Verlege- datum | Person, Inschrift | Bild | Anmerkung |
| ------------------------------------ | -------------- | --- | --- | --------- |
| Bahnhofstraße 67, Bad Laasphe (Lage) |                | Hier wohnte Abraham Scheuer Jg. 1892 deportiert 1942 ermordet in Zamosc                                                               | Bad Laasphe Bahnhofstr. 67 Abraham Scheuer |           |
| Bahnhofstraße 67, Bad Laasphe (Lage) |                | Hier wohnte Berthold Wagner Jg. 1905 deportiert 1942 ermordet in Zamosc                                                               | Bad Laasphe Bahnhofstr. 67 Berthold Wagner |           |
| Bahnhofstraße 67, Bad Laasphe (Lage) |                | Hier wohnte Ellen Wagner Jg. 1934 deportiert 1942 ermordet in Zamosc                                                                  | Bad Laasphe Bahnhofstr. 67 Ellen Wagner |           |
| Bahnhofstraße 67, Bad Laasphe (Lage) |                | Hier wohnte Grete Scheuer geb. Berlinger Jg. 1899 deportiert 1942 ermordet in Zamosc                                                  | Bad Laasphe Bahnhofstr. 67 Grete Scheuer |           |
| Bahnhofstraße 67, Bad Laasphe (Lage) |                | Hier wohnte Henny Carola Hirsch geb. Scheuer Jg. 1922 deportiert 1942 ermordet in Zamosc                                              | Bad Laasphe Bahnhofstr. 67 Henny Carola Hirsch |           |
| Bahnhofstraße 67, Bad Laasphe (Lage) |                | Hier wohnte Irma Wagner geb. Hony Jg. 1909 deportiert 1942 ermordet in Zamosc                                                         | Bad Laasphe Bahnhofstr. 67 Irma Wagner |           |
| Bahnhofstraße 67, Bad Laasphe (Lage) |                | Hier wohnte Jette Scheuer geb. Löwenstein Jg. 1862 deportiert 1942 Theresienstadt tot 20.2.1943                                       | Bad Laasphe Bahnhofstr. 67 Jette Scheuer |           |
| Bahnhofstraße 67, Bad Laasphe (Lage) |                | Hier wohnte Ludwig Hirsch Jg. 1916 deportiert 1942 ermordet in Zamosc                                                                 | Bad Laasphe Bahnhofstr. 67 Ludwig Hirsch |           |
| Bahnhofstraße 67, Bad Laasphe (Lage) |                | Hier wohnte Meyer Scheuer Jg. 1865 deportiert 1942 Theresienstadt tot 10.3.1942                                                       | Bad Laasphe Bahnhofstr. 67 Meyer Scheuer |           |
| Wallstraße 1, Bad Laasphe (Lage)     |                | Hier wohnte Adele Marburger geb. Spier Jg. 1897 deportiert 1942 ermordet in Zamosc                                                    | Bad Laasphe Wallstr. 1 Adele Marburger |           |
| Wallstraße 9, Bad Laasphe (Lage)     | 2. Sep. 2008   | Hier wohnte Adolf Hess Jg. 1888 deportiert 1942 ermordet in Zamosc                                                                    | Bad Laasphe Wallstr. 9 Adolf Hess |           |
| Bahnhofstraße 23, Bad Laasphe (Lage) |                | Hier wohnte Auguste Bettelheiser Jg. 1927 deportiert 1942 Zamosc ermordet                                                             | Stolperstein für Auguste Bettelheiser |           |
| Wallstraße 1, Bad Laasphe (Lage)     |                | Hier wohnte Betty Brill Jg. 1896 deportiert 1942 ermordet in Zamosc                                                                   | Bad Laasphe Wallstr. 1 Betty Brill |           |
| Wallstraße 1, Bad Laasphe (Lage)     |                | Hier wohnte Brunhilde Brill Jg. 1912 deportiert 1942 Theresienstadt ermordet                                                          | Bad Laasphe Wallstr. 1 Brunhilde Brill |           |
| Wallstraße 1, Bad Laasphe (Lage)     |                | Hier wohnte Denny Rosenbaum Jg. 1939 deportiert 1942 ermordet in Zamosc                                                               | Bad Laasphe Wallstr. 1 Denny rosenbaum |           |
| Wallstraße 1, Bad Laasphe (Lage)     |                | Hier wohnte Else Brill Jg. 1904 deportiert 1942 ermordet in Zamosc                                                                    | Bad Laasphe Wallstr. 1 Else Brill |           |
| Bahnhofstraße 23, Bad Laasphe (Lage) |                | Hier wohnte Emma Rosenberg Jg. 1876 deportiert 1942 tot 19.2.1943 in Theresienstadt                                                   | Stolperstein für Emma Rosenberg |           |
| Wallstraße 1, Bad Laasphe (Lage)     |                | Hier wohnte Erich Freudenberger Jg. 1932 deportiert 1943 Theresienstadt 1944 Auschwitz ermordet                                       | Bad Laasphe Wallstr. 1 Erich Freudenberger |           |
| Wallstraße 9, Bad Laasphe (Lage)     | 2. Sep. 2008   | Hier wohnte Erwin Hess Jg. 1926 deportiert 1942 ermordet in Zamosc                                                                    | Bad Laasphe Wallstr. 9 Erwin Hess |           |
| Wallstraße 1, Bad Laasphe (Lage)     |                | Hier wohnte Fanny Brill geb. Rosenberg Jg. 1871 deportiert 1942 Theresienstadt tot 1942/43                                            | Bad Laasphe Wallstr. 1 Fanny Brill |           |
| Bahnhofstraße 23, Bad Laasphe (Lage) |                | Hier wohnte Frommi Bettelheiser geb. Liebschütz Jg. 1888 deportiert 1942 Zamosc ermordet                                              | Stolperstein für Frommi Bettelheiser geb. Liebschütz |           |
| Wallstraße 1, Bad Laasphe (Lage)     |                | Hier wohnte Helmut Brill Jg. 1916 deportiert 1942 ermordet in Zamosc                                                                  | Bad Laasphe Wallstr. 1 Helmut Brill |           |
| Bahnhofstraße 23, Bad Laasphe (Lage) |                | Hier wohnte Josef Bettelheiser Jg. 1876 deportiert 1942 Zamosc ermordet                                                               | Stolperstein für Josef Bettelheiser |           |
| Bahnhofstraße 23, Bad Laasphe (Lage) |                | Hier wohnte Julius Bettelheiser Jg. 1924 deportiert 1942 Zamosc ermordet                                                              | Stolperstein für Julius Bettelheiser |           |
| Wallstraße 1, Bad Laasphe (Lage)     |                | Hier wohnte Lilli Brill geb. Mannheimer Jg. 1910 deportiert 1942 ermordet in Zamosc                                                   | Bad Laasphe Wallstr. 1 Lilly Brill |           |
| Wallstraße 9, Bad Laasphe (Lage)     | 2. Sep. 2008   | Hier wohnte Martin Hess Jg. 1930 deportiert 1942 ermordet in Zamosc                                                                   | Bad Laasphe Wallstr. 9 Martin Hess |           |
| Bahnhofstraße 50, Bad Laasphe (Lage) |                | Hier wohnte Mathilde Oster geb. Leven Jg. 1876 Flucht in den Tod 22.12.1936 in der Lahn                                               | Bad Laasphe Bahnhofstr. 50 Mathilde Oster |           |
| Wallstraße 1, Bad Laasphe (Lage)     |                | Hier wohnte Michael Brill Jg. 1866 deportiert 1942 Theresienstadt tot 27.5.1944                                                       | Bad Laasphe Wallstr. 1 michael Brill |           |
| Wallstraße 1, Bad Laasphe (Lage)     |                | Hier wohnte Sally Brill Jg. 1902 deportiert 1942 ermordet in Zamosc                                                                   | Bad Laasphe Wallstr. 1 Sally Brill |           |
| Wallstraße 1, Bad Laasphe (Lage)     |                | Hier wohnte Selma Rosenbaum geb. Spier Jg. 1901 deportiert 1942 ermordet in Zamosc                                                    | Bad Laasphe Wallstr. 1 Selma Rosenbaum |           |
| Wallstraße 1, Bad Laasphe (Lage)     |                | Hier wohnte Sigmund Marburger Jg. 1882 deportiert 1942 ermordet in Zamosc                                                             | Bad Laasphe Wallstr. 1 Siegmund Marburger |           |
| Wallstraße 9, Bad Laasphe (Lage)     | 2. Sep. 2008   | Hier wohnte Sitta Hess geb. Hess Jg. 1895 deportiert 1942 ermordet in Zamosc                                                          | Bad Laasphe Wallstr. 9 Sitta Eess |           |
| Königstraße 23, Bad Laasphe (Lage)   |                | Hier wohnte Amalie Brill geb. Mayer Jg. 1896 deportiert 1942 ermordet in Zamosc                                                       | Bad Laasphe Königst. 23 Amalie Brill |           |
| Wasserstraße 3, Bad Laasphe (Lage)   |                | Hier wohnte Fanny Rosenstein geb. Goldschmidt Jg. 1876 deportiert 1942 Theresienstadt ermordet                                        | Bad Laasphe Wasserstr. 3 Fanny Rosenstein |           |
| Wasserstraße 3, Bad Laasphe (Lage)   |                | Hier wohnte Frieda Gunzenhäuser geb. Wertheim Jg. 1884 deportiert 1942 ermordet in Theresienstadt                                     | Bad Laasphe Wasserstr. 3 Frieda Gunzenhäuser |           |
| Königstraße 24, Bad Laasphe (Lage)   |                | Hier wohnte Gerda Rosenbaum geb. Levi Jg. 1902 deportiert 1942 Zamosc ermordet                                                        | Bad Laasphe Königstr. 24 Gerda Rosenbaum |           |
| Königstraße 23, Bad Laasphe (Lage)   |                | Hier wohnte Helga Brill Jg. 1935 deportiert 1942 ermordet in Zamosc                                                                   | Bad Laasphe Königstr. 23 Helga Brill |           |
| Wasserstraße 3, Bad Laasphe (Lage)   |                | Hier wohnte Heli Gunzenhäuser Jg. 1873 deportiert 1942 ermordet in Theresienstadt                                                     | Bad Laasphe Wasserstr. 3 Heli Gunzenhäuser |           |
| Königstraße 23, Bad Laasphe (Lage)   |                | Hier wohnte Hulda Marburger geb. Goldschmidt Jg. 1895 deportiert 1942 ermordet in Zamosc                                              | Bad Laasphe Königstr. 23 Hulda Marburger |           |
| Königstraße 23, Bad Laasphe (Lage)   |                | Hier wohnte Inge Brill Jg. 1890 deportiert 1942 ermordet in Zamosc                                                                    | Bad Laasphe Königstr. 23 Inge Brill |           |
| Bergstraße 1, Bad Laasphe (Lage)     |                | Hier wohnte Jakob Moses Jg. 1876 deportiert 1942 tot 10.7.1943 in Theresienstadt                                                      | Bad Laasphe bergstr 1 Jakob Moses |           |
| Bergstraße 1, Bad Laasphe (Lage)     |                | Hier wohnte Johanna Moses geb. Cahn Jg. 1918 deportiert 1942 ermordet in Zamosc                                                       | Bad Laasphe bergstr 1 Johanna Moses |           |
| Wasserstraße 3, Bad Laasphe (Lage)   |                | Hier wohnte Josef Rosenstein Jg. 1878 deportiert 1942 Theresienstadt ermordet                                                         | Bad Laasphe wasserstr 3 Josef Rosenstein |           |
| Königstraße 23, Bad Laasphe (Lage)   |                | Hier wohnte Julius Brill Jg. 1894 deportiert 1942 ermordet in Zamosc                                                                  | Bad Laasphe Königstr. 23 Julius Brill |           |
| Bergstraße 1, Bad Laasphe (Lage)     |                | Hier wohnte Karoline Moses geb. Rosenberg Jg. 1872 deportiert 1942 tot 1.7.1943 in Theresienstadt                                     | Bad Laasphe bergstr 1 Karoline Moses |           |
| Königstraße 24, Bad Laasphe (Lage)   |                | Hier wohnte Kurt Sally Rosenbaum Jg. 1926 deportiert 1942 Zamosc ermordet                                                             | Bad Laasphe Königstr. 24 Kurt Sally Rosenbaum |           |
| Königstraße 23, Bad Laasphe (Lage)   |                | Hier wohnte Leopold Marburger Jg. 1883 deportiert 1942 ermordet in Zamosc                                                             | Bad Laasphe Königstr. 23 Leopold Marburger |           |
| Königstraße 23, Bad Laasphe (Lage)   |                | Hier wohnte Lieselotte Brill Jg. 1937 deportiert 1942 ermordet in Zamosc                                                              | Bad Laasphe Königstr. 23 Lieselotte Brill |           |
| Königstraße 23, Bad Laasphe (Lage)   |                | Hier wohnte Lothar Brill Jg. 1932 deportiert 1942 ermordet in Zamosc                                                                  | Bad Laasphe Königstr. 23 lLthar Brill |           |
| Königstraße 23, Bad Laasphe (Lage)   |                | Hier wohnte Manfred Marburger Jg. 1922 deportiert 1942 ermordet in Zamosc                                                             | Bad Laasphe Königstr. 23 Manfred Marburger |           |
| Königstraße 35, Bad Laasphe (Lage)   |                | Hier wohnte Max Hony Jg. 1911 misshandelt 1934 von SA Flucht 1934 Niederlande versteckt überlebt                                      | Bad Laasphe Königstr. 35 Max Hony |           |
| Königstraße 35, Bad Laasphe (Lage)   |                | Hier wohnte Minna Hony geb. Kassen Jg. 1884 Flucht 1934 Niederlande deportiert 1942 Auschwitz ermordet 27.11.1942                     | Bad Laasphe Königstr. 35 Minna Hony |           |
| Königstraße 24, Bad Laasphe (Lage)   |                | Hier wohnte Minna Rosenbaum geb. Liebermann Jg. 1867 deportiert 1942 Theresienstadt ermordet                                          | Bad Laasphe Königstr. 24 Minna Rosenbaum |           |
| Königstraße 23, Bad Laasphe (Lage)   |                | Hier wohnte Norbert Brill Jg. 1931 deportiert 1942 ermordet in Zamosc                                                                 | Bad Laasphe Königstr. 23 Norbert Brill |           |
| Bergstraße 1, Bad Laasphe (Lage)     |                | Hier wohnte Rudolf Moses Jg. 1916 deportiert 1942 ermordet in Zamosc                                                                  | Bad Laasphe bergstr 1 Rudolf Moses |           |
| Königstraße 23, Bad Laasphe (Lage)   |                | Hier wohnte Sara Brill Jg. 1939 deportiert 1942 ermordet in Zamosc                                                                    | Bad Laasphe Königstr. 23 Sara Brill |           |
| Königstraße 35, Bad Laasphe (Lage)   |                | Hier wohnte Siegfried Hony Jg. 1878 Flucht 1934 Niederlande deportiert 1942 Auschwitz ermordet 27.11.1942                             | Bad Laasphe Königstr. 35 Sigfried Hony |           |
| Königstraße 24, Bad Laasphe (Lage)   |                | Hier wohnte Siegfried Rosenbaum Jg. 1897 deportiert 1942 Zamosc ermordet                                                              | Bad Laasphe Königstr. 24 Siegfried Rosenbaum |           |
| Ditzroder Weg 12, Bad Laasphe (Lage) |                | Hier wohnte Alexander Freiwald Jg. 1904 deportiert 1943 ermordet in Auschwitz                                                         | Bad Laasphe Ditzroder Weg 12 |           |
| Ditzroder Weg 12, Bad Laasphe (Lage) |                | Hier wohnte Alexander Freiwald Jg. 1871 deportiert 1943 ermordet in Auschwitz                                                         | Bad Laasphe Ditzroder Weg 12 Alexander Freiwald |           |
| Schloßstraße 19, Bad Laasphe (Lage)  | 2. Sep. 2008   | Hier wohnte Berthold Hahn Jg. 1926 deportiert 1942 ermordet in Zamosc                                                                 | Bad Laasphe Schloßstr. 19 berthold hahn |           |
| Ditzroder Weg 12, Bad Laasphe (Lage) |                | Hier wohnte Elise Freiwald geb. Janson Jg. 1875 deportiert 1943 ermordet in Auschwitz                                                 | Bad Laasphe Ditzroder Weg 12 Elise Freiwald geb. Janson |           |
| Ditzroder Weg 12, Bad Laasphe (Lage) |                | Hier wohnte Elise Freiwald Jg. 1899 deportiert 1943 Auschwitz ermordet 24.11.1943                                                     | Bad Laasphe Ditzroder Weg 12 Elise Freiwald |           |
| Schloßstraße 14, Bad Laasphe (Lage)  |                | Hier wohnte Hannelore Präger Jg. 1928 deportiert 1943 Auschwitz überlebt                                                              | Bad Laasphe Schloßstr. 14 Hannelore Präger |           |
| Gennernbach 12, Bad Laasphe (Lage)   |                | Hier wohnte Hedwig Janson geb. Janson Jg. 1891 deportiert 1943 Auschwitz ermordet 7.9.1943                                            | Bad Laasphe gennernbach 19 Hedwig Janson |           |
| Schloßstraße 14, Bad Laasphe (Lage)  |                | Hier wohnte Herbert Präger Jg. 1923 deportiert 1943 Auschwitz überlebt                                                                | Bad Laasphe Schloßstr. 14 Herbert Präger |           |
| Schloßstraße 16, Bad Laasphe (Lage)  |                | Hier wohnte Herz Beifus Jg. 1865 deportiert 1942 Theresienstadt ermordet                                                              | Bad Laasphe Schloßstr. 16 Herz Beifus |           |
| Schloßstraße 14, Bad Laasphe (Lage)  |                | Hier wohnte Johanna Präger geb. Groos Jg. 1898 deportiert 1943 ermordet in Auschwitz                                                  | Bad Laasphe Schloßstr. 14 Johanna Präger |           |
| Schloßstraße 16, Bad Laasphe (Lage)  |                | Hier wohnte Josef Beifus Jg. 1906 deportiert 1942 Zamosc ermordet                                                                     | Bad Laasphe Schloßstr. 14 Johanna Präger |           |
| Gennernbach 12, Bad Laasphe (Lage)   |                | Hier wohnte Karl Janson Jg. 1911 versuchte Flucht in den Tod 1943 erblindet überlebt                                                  | Bad Laasphe gennernbach 19 Karl Janson Sohn |           |
| Gennernbach 12, Bad Laasphe (Lage)   |                | Hier wohnte Karl Janson Jg. 1890 deportiert 1943 Auschwitz ermordet 13.7.1943                                                         | Bad Laasphe gennernbach 19 Karl Janson |           |
| Ditzroder Weg 12, Bad Laasphe (Lage) |                | Hier wohnte Luise Freiwald Jg. 1914 deportiert 1943 ermordet in Auschwitz                                                             | Bad Laasphe Ditzroder Weg 12 Luise Freiwald |           |
| Schloßstraße 14, Bad Laasphe (Lage)  |                | Hier wohnte Max Präger Jg. 1893 deportiert 1943 ermordet in Auschwitz                                                                 | Bad Laasphe Schloßstr. 14 Max Präger |           |
| Schloßstraße 16, Bad Laasphe (Lage)  |                | Hier wohnte Minna Beifus geb. Stern Jg. 1879 deportiert 1942 Theresienstadt ermordet                                                  | Bad Laasphe Schloßstr. 16 Minna Beifus |           |
| Schloßstraße 19, Bad Laasphe (Lage)  | 2. Sep. 2008   | Hier wohnte Moses Burg Jg. 1858 deportiert 1942 Theresienstadt tot 25.9.1942                                                          | Bad Laasphe Schloßstr. 16 Minna Beifus |           |
| Schloßstraße 19, Bad Laasphe (Lage)  | 2. Sep. 2008   | Hier wohnte Paula Hahn geb. Burg Jg. 1900 deportiert 1942 ermordet in Zamosc                                                          | Bad Laasphe Schloßstr. 19 paula hahn |           |
| Ditzroder Weg 12, Bad Laasphe (Lage) |                | Hier wohnte Richard Freiwald Jg. 1908 deportiert 1943 Auschwitz Buchenwald Mittelbau-Dora tot 10.3.1945                               | , |           |
| Schloßstraße 14, Bad Laasphe (Lage)  |                | Hier wohnte Rolf Leo Goldschmidt Jg. 1926 deportiert 1943 ermordet in Auschwitz                                                       | Bad Laasphe Schloßstr. 14 Rolf Leo Goldschmidt |           |
| Schloßstraße 19, Bad Laasphe (Lage)  | 2. Sep. 2008   | Hier wohnte Sally Hahn Jg. 1893 deportiert 1942 ermordet in Zamosc                                                                    | Bad Laasphe Schloßstr. 19 Sally Hahn |           |
| Schloßstraße 14, Bad Laasphe (Lage)  |                | Hier wohnte Sally Stiefel Jg. 1896 deportiert 1942 Theresienstadt ermordet                                                            | Bad Laasphe Schloßstr. 14 Sally Stiefel |           |
| Schloßstraße 14, Bad Laasphe (Lage)  |                | Hier wohnte Ursula Präger Jg. 1930 deportiert 1943 ermordet in Auschwitz                                                              | Bad Laasphe Schloßstr. 14 Ursula Präger |           |
| Schloßstraße 6, Bad Laasphe          | 14. Mai 2020   | Hier wohnte Ernst Canstein Jg. 1867 eingewiesen 1934 Heilanstalt Aplerbeck 'verlegt' 23.7.1941 Hadamar ermordet 23.7.1941 'Aktion T4' | Bild gesucht Der Benutzer GeorgDerReisende ( Diskussion ) wünscht sich an dieser Stelle ein Bild vom Ort mit diesen Koordinaten 50.92747 8.40691 . Motiv: Schloßstraße 6: der Stolperstein für Ernst Canstein, die Lage und das Haus Falls du dabei helfen möchtest, erklärt die Anleitung , wie das geht. BW    |           |
| Schloßstraße 16, Bad Laasphe         |                | Hier wohnte Meta Hony geb. Gunzenhäuser Jg. 1876 deportiert 1942 Theresienstadt ermordet                                              | Bild gesucht Der Benutzer GeorgDerReisende ( Diskussion ) wünscht sich an dieser Stelle ein Bild vom Ort mit diesen Koordinaten 50.92702 8.4069 . Motiv: Schloßstraße 16: die Stolpersteine für die Familie Hony, die Lage und das Haus Falls du dabei helfen möchtest, erklärt die Anleitung , wie das geht. BW |           |
| Schloßstraße 16, Bad Laasphe         |                | Hier wohnte Ludwig Hony Jg. 1906 deportiert 1942 Zamosc ermordet                                                                      | |           |
| Schloßstraße 16, Bad Laasphe         |                | Hier wohnte Lilly Hony geb. Rosenthal Jg. 1903 deportiert 1942 Zamosc ermordet                                                        | |           |
| Schloßstraße 16, Bad Laasphe         |                | Hier wohnte Salomon Hony Jg. 1939 deportiert 1942 Zamosc ermordet                                                                     | |           |